# Urantjimegiin Mönch-Erdene
Urantjimegiin Mönch-Erdene (mongoliska: Уранчимэгийн Мөнх-Эрдэнэ), född 22 mars 1982 i Arvaikheer sum i Mongoliet, är en mongolisk boxare som tog OS-brons i lätt welterviktsboxning 2012 i London. 